# Impost

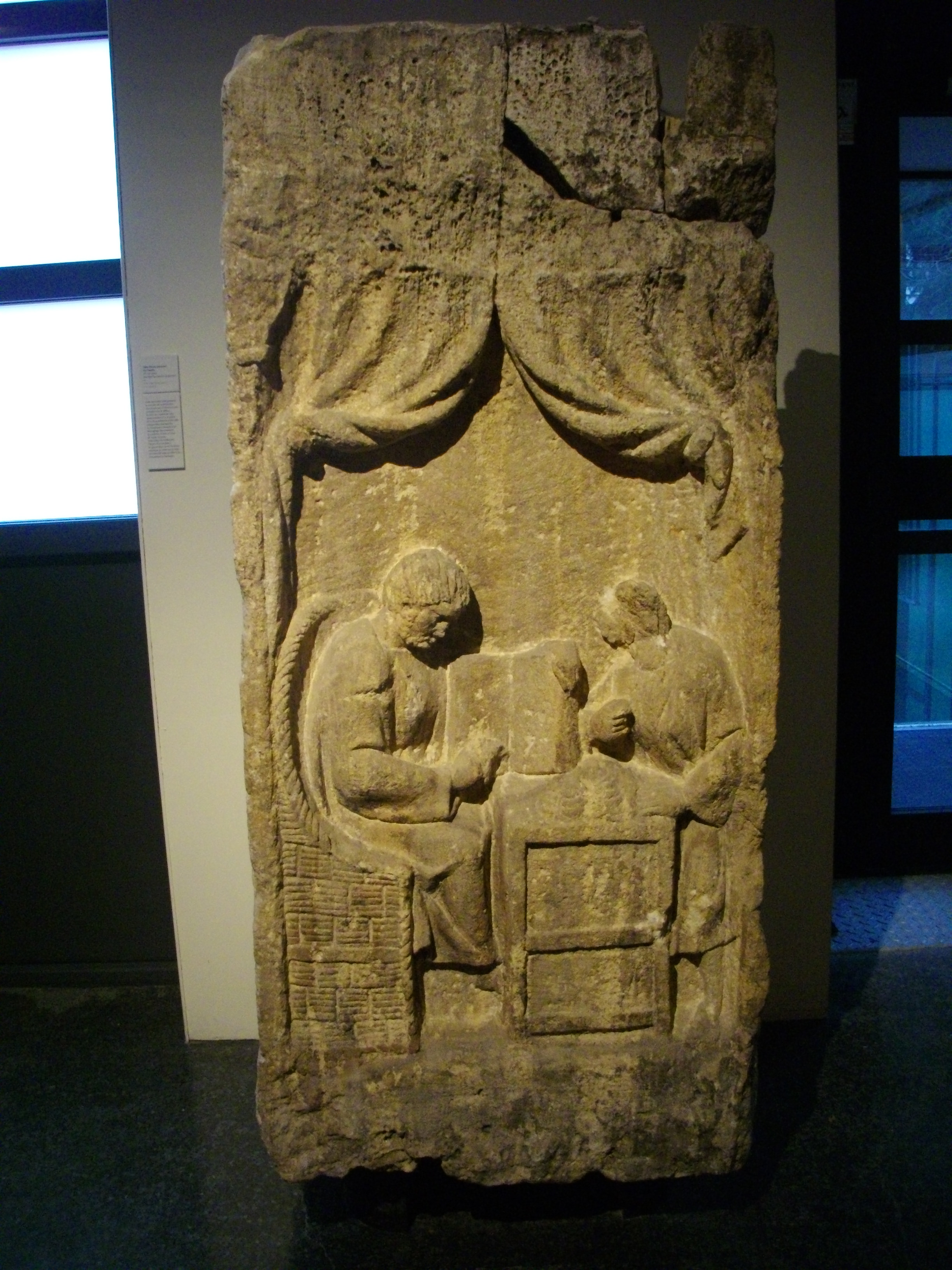
Pagament d'impostos, pedra calcària de Jaumont, II - III segle, conservada al Musée de la Cour d'Or a Metz.

Un impost és una quantitat de diners exigida per les administracions públiques als ciutadans i a les empreses d'una regió, territori o país, com a contribució a la despesa pública. L'impost és un tribut que es caracteritza per fer sorgir obligacions pecuniàries en favor del creditor tributari regit pel dret públic i no requereix cap contraprestació per part de l'administració. L'impost sorgeix exclusivament a conseqüència de la capacitat econòmica del contribuent. El camp de les ciències econòmiques que estudia els impostos són les finances públiques, mentre que el camp del dret, és el dret tributari.
Els impostos estan dividits en directes i indirectes. Els impostos directes es dirigeixen a gravar directament al contribuent, el principal exemple és l'impost sobre la renda i el patrimoni. Els impostos indirectes, tanmateix, es transmeten als contribuents a través del marge de benefici afegit al cost del productor i l'efecte d'aquest queda reflectit en el preu final del producte. Els impostos indirectes graven sobre tots els béns adquirits pel consumidor.
En teoria, els fons recaptats pels governs tornen al bé comú, per a inversions i cost de béns i serveis públics com ara la salut, la seguretat i l'educació. Però no hi ha cap relació entre els ingressos dels impostos i la seva finalitat -al contrari del que succeeix amb les taxes, els ingressos de les quals estan vinculades a la prestació d'un determinat servei o realització de determinats treballs. Encara que la llei obliga als governs a destinar part de la recaptació a uns certs serveis públics -de forma especial a l'educació i la salut- el pagament d'impostos no dona cap garantia al contribuent de qualsevol retorn a contrapartida.
De vegades, a la base de l'establiment de l'impost es troben d'altres causes, com dissuadir la compra de determinat producte –per exemple, el tabac– o fomentar o descoratjar determinades activitats econòmiques. Així, es pot definir la figura tributària com una exacció pecuniària forçosa per als que estan en el fet imposable. La reglamentació dels impostos es denomina sistema fiscal o fiscalitat.

## Història
El primer sistema conegut de tributació és el de l'antic Egipte al voltant de 3000 - 2800 aC, durant la primera dinastia de l'Antic imperi. La documentació de l'època, afirma que el faraó realitzava una gira biennal per tot el seu regne, per aconseguir la recaptació d'impostos dels seus súbdits. Altres antecedents coneguts són els rebuts d'ingressos reials per a la compra de grans en pedra calcària i en papirs.

A la Biblia també es narra sobre impostos al Gènesi per Josep:
| «          | Al moment de la collita, en donareu una cinquena part al faraó, mentre que les altres quatre parts seran per a vosaltres: us serviran per a sembrar els camps i per a alimentar-vos, vosaltres, les vostres famílies i els vostres infants. | » |
| — Gn 47:24 | |   |

 Josep estava dient al poble d'Egipte com dividir els seus conreus, proporcionant una part al Faraó, és a dir, d'acord amb la narració, una cinquena part (20%) de la collita era l'impost.
Més tard a l'Imperi Persa, un sistema fiscal regular i sostenible va ser introduït per Darios I el Gran l'any 500 aC, el sistema persa de tributació es va adaptar a cada satrapia. De vegades hi havia diferents tipus impositius entre les prop de trenta satrapies de l'Imperi cada un dels quals s'avaluava en correspondència amb la seva suposada productivitat. Era responsabilitat del sàtrapa el recompte de la quantitat deguda i enviar-la a l'emperador després de deduir les seves despeses. Per exemple, s'estima que Babilònia, va tenir la més gran despesa en impostos, segurament per la seva gran quantitat i varietat de matèries primeres: mil talents de plata i quatre mesos de subministrament d'aliments per a l'exèrcit. Per a l'Índia, una província amb una gran producció d'or, va ser determinat la paga en pols d'or. Egipte, considerat el graner de l'imperi persa, va ser obligat a proporcionar 120.000 mides de blat, i 700 talents de plata. Al contrari, cap ciutadà o persa o meda, pagaven impostos, tanmateix, estaven subjectes a en qualsevol moment poder ser cridats per servir a l'exèrcit.
Durant el segle xi, quan l'Índia es trobava sota la dominació islàmica, els governants van determinar el cobrament de la jizya (impost als no musulmans), fins que va ser abolit sota el regnat d'Akbar el Gran (1556-1605).
Existeixen diversos documents de recaptació d'impostos a Europa des de principis del segle xvii. Tanmateix, els nivells d'impostos són difícils de comparar: la seva dimensió, el fluix econòmic per ells generat i les xifres de producció de l'època no es troben disponibles. Els ingressos de l'Estat –ingressos menys despeses– de França durant el segle xvii van passar d'un import de 24 300 000 milions de lliures el 1600 a prop de 126 860 000 als anys 1650 i 117 990 000 lliures el 1700. Quan el deute públic va ser d'1,6 bilions de lliures el 1780 a 1789, els ingressos de l'Estat van arribar a 421 500 000 milions de lliures. Els impostos com a percentatge de la producció de béns finals van poder haver assolit un total de 15% a 20% durant el segle xvii, a països com França, els Països Baixos i Suècia. Durant el període de la Revolució Francesa, les tarifes cobrades a Europa van augmentar dràsticament i en la mida que la guerra civil es prolongava s'hi fixaven més cares, els governs europeus es van tornar més centralitzats i experts en recol·lecció d'impostos. Aquest increment va ser més gran a Anglaterra, on la càrrega tributària va augmentar en aproximadament un 85% durant aquest període. Els ingressos tributaris per habitant van créixer quasi sis vegades al llarg del segle xviii, però amb un creixement econòmic sostingut, es va produir una veritable càrrega massa gran per a cada individu.

## Propòsits i efectes
Els Estats han utilitzat el fons que s'obtenen dels impostos al llarg de la història per a finançar les seves funcions administratives, com per exemple les despeses d'una guerra, l'aplicació de l'ordre públic i la llei, la protecció de la propietat, el finançament de l'estructura econòmica (física i burocràtica), i les operacions diàries d'un govern. Els estats moderns també en fan ús per a finançar els serveis públics i de benestar, com per exemple l'educació, els hospitals, les pensions, beneficis als desocupats i el transport públic.
Els governs utilitzen diversos tipus d'impostos per distribuir la càrrega tributària entre els individus o les classes de la població que participen de les activitats subjectes a pagar impostos i alhora per redistribuir els recursos entre els individus i les classes socials d'una població. Històricament, la noblesa era mantinguda pels impostos dels pobres; per contra, en les economies modernes la seguretat social es dissenyen per tal de donar suport als pobres, els discapacitats, i el retirats amb els recursos de la classe treballadora. A més, els impostos s'utilitzen per a finançar o donar suport militar, per influenciar l'activitat macroeconòmica (per mitjà de la política fiscal) o per modificar els patrons de consum o d'atur dins una economia, fent que algunes transaccions siguin més favorables que no pas altres.
Aquests propòsits es resumeixen en les anomenades 4 Rs, per les sigles en anglès de revenue, redistribution, repricing i representation: ingressos econòmics per a l'Estat, possibilitat d'atendre les classes baixes, encoratjar o descoratjar certs consums i hàbits i lligar els ciutadans als seus representants perquè els demanin responsabilitats per la gestió dels diners.

### Funcions de base
L'evidència empírica suggereix que els impostos i les transferències d'ingressos poden reduir significativament la pobresa en la majoria dels països, el benestar dels quals aferma comunament constituir almenys una cinquena part del PIB.
Els impostos poden ser ajustats d'acord amb les característiques de la població, el que els permet gravar més o menys a diferents parts de la població. Per tant, és possible requerir una més gran contribució a una porció de la població, i en canvi rebre una contribució més petita i augmentar els ingressos disponibles per a la resta. Funcions naturals dels impostos:
- declaració de política ètnica, racial, o de promoció cultural;
- polítiques igualitàries, dirigides a una població on els ingressos o actius de la qual són extremament baixos;
- polítiques de valoració regional o promoció econòmica nacional;
- política per canviar la conducta, que té per objecte augmentar els impostos sobre determinats béns o serveis, per reduir el seu consum.

## Doctrines fiscals

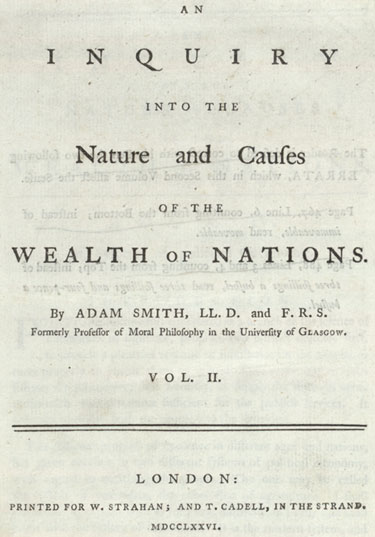
Pàgina inicial del segon volum de Indagació sobre la naturalesa i les causes de la riquesa de les nacions o La riquesa de les nacions (1ª edição) d'Adam Smith.

El gran precursor modern de les regles de l'impost va ser l'escocès Adam Smith. Es van publicar l'any 1776 a la seva obra mès cèlebre, Indagació sobre la naturalesa i les causes de la riquesa de les nacions, alguns preceptes de la bona tributació: justícia, simplicitat i neutralitat.
N'hi ha, tanmateix, d'altres línies de pensament, que anuncien el principi d'equitat que exigeix el mateix esforç a tots els contribuents. Pot ser de dos tipus: 
- Mòdul vertical d'impostos que està d'acord amb la «capacitat contributiva», el que requereix un impost més gran als rics. Motiva els impostos progressius a un cert sector de la societat
- L'equitat horitzontal exigeix igualtat de tracte en una situació similar. S'oposa a les exempcions categòriques.

Per un altre costat consideracions, com el principi del «que contamina paga o l'usuari paga», tracten d'ajustar les quantitats per gaudi d'un servei o de la producció que necessàriament genera una molèstia per a la societat.

### Principis de tributació
El procés d'impostos estatals va ser inicialment defensat pel liberalisme anglès, sobretot per Adam Smith qui va advocar pel fet que la justícia, la simplicitat i la neutralitat són els preceptes de la bona fiscalitat. Aquestes consideracions van ser molt importants al liberalisme clàssic, quan l'impost no era considerat una qüestió econòmica. Actualment aquests dogmes són qüestionats i pel contrari a l'argumentat, la política fiscal s'utilitza moltes vegades per influir en la conducta del consumidor o al mercat, en algun moment o sector, que l'autoritat consideri que existeix un mal funcionament.

#### Justícia
Un sistema fiscal és just quan tothom, des del més pobre fins al més ric, contribueixen en proporció directa a la seva capacitat de pagament. La definició de justícia fiscal, està implícit en el principi de progressió, qui guanya més ha de contribuir amb una part més gran del que guanya, perquè una gran part dels seus ingressos no està compromesa amb les necessitats bàsiques.

#### Simplicitat
D'acord amb Smith, un sistema d'imposició simple és relativament fàcil i de baix cost per al contribuent i fàcil de calcular la quantitat que ha de pagar. La mateixa facilitat té el govern per controlar si el contribuent va pagar el que devia.

#### Neutralitat
Neutralitat significa que el sistema tributari no ha d'influir en el curs natural de l'economia. És a dir, no ha d'influir en la competitivitat i en les decisions de les empreses, ni en la conducta del consumidor / contribuent.

### Consens
El consens general sobre la importància del sistema fiscal en un Estat, dona legitimitat a la seva capacitat per augmentar els impostos sobre totes les classes de ciutadans. En una democràcia se suposa que el ciutadà-contribuent dona el seu consentiment sobre la quantitat d'impostos que paga. Dues regles principals teoritzen l'acceptació de la legitimitat del sistema tributari.

#### El preu de l'impost
Pròxim a les teories del contracte social i, en particular, a causa de la tesi actual liberal dels diners dels impostos o l'impost sobre el valor afegit, aquest analitza l'impost sobre el preu pagat pel contribuent pels serveis prestats per l'Estat.

Aquesta idea legitima sobre l'impost: si el valor dels serveis proporcionats per l'estat és més gran que el sacrifici de la càrrega tributària, és la doctrina que va ser defensada pel corrent actual fisiòcrata:
| «                   | Tot impost que no garanteixi la capacitat d'assumir un risc, és a dir, el preu d'un bé o servei és equivalent a un impost que ha de ser abandonat. | » |
| — Émile de Girardin | |   |

#### Impost de solidaritat
La teoria de l'impost de solidaritat inclou treballs publicats anteriorment pels socialistes reformistes. La tesi presenta la imposició de solidaritat fiscal com un sacrifici necessari per al manteniment dels llaços socials. Es basa en la promoció d'una identitat col·lectiva, i l'impost utilitzat per finançar els costs comuns, però també s'utilitza per a redistribuir la riquesa, amb la promoció d'una societat més coherent i cohesionada.

#### Impost ideal
Molts autors han tractat de crear un impost únic que tindria l'avantatge d'ésser fàcil de recaptar, just i transparent.
Els fisiòcrates defensen un impost universal sobre la terra. Els polítics francesos Émile-Justin Menier i Émile de Girardin crearien impostos sobre el capital primitiu. Més recentment, el 1978, el Premi Nobel James Meade, va proposar un impost sobre la despesa.
La hipòtesi d'un impost únic és qüestionada per altres economistes, amb la tesi que múltiples fonts de mostreig, redueixen la desigualtat, dividint i diluint les possibilitats de frau entre els contribuents. Segons Voltaire, un impost únic podria compensar els defectes dels altres, però en darrer terme es convertiria en més injust que un sistema amb múltiples impostos, per no atribuir un càrrec més petit al que té baixos ingressos.

## Elements de l'impost
- Fet imposable. És aquella circumstància en què la seva realització, d'acord amb la llei, origina l'obligació tributària. Per exemple, són fets imposables comuns l'obtenció d'una renda, la venda de béns i la prestació de serveis, la propietat de béns i la titularitat de drets econòmics, l'adquisició de béns i drets per herència o donació.
- Subjecte passiu. És la persona natural o jurídica que està obligada per llei al compliment de les prestacions tributàries. Es distingeix entre contribuent, a qui la llei imposa la càrrega tributària, i responsable legal o substitut del contribuent que està obligat al compliment material o formal de l'obligació.
- Subjecte actiu. És l'entitat administrativa beneficiada directament pel segur de l'impost, que té en el seu pressupost els ingressos pel corresponent tribut. En el cas colombià, per posar un exemple, els subjectes actius són administracions de caràcter territorial, als que la creació del tribut defineixi com destinataris.
- Base imposable. És la quantificació i valoració del fet imposable i determina l'obligació tributària. Es tracta d'una quantitat de diners, però també pot tractar-se d'altres signes, com el nombre de persones que viuen en un habitatge, litres de gasolina, litres d'alcohol o nombre de cigarretes.
- Tipus impositiu o de gravamen. És la proporció que s'aplica sobre la base imposable a fi de calcular el gravamen. Aquesta proporció pot ser fixa o variable.
- Quota tributària. És aquella quantitat que representa el gravamen i pot ser una quantitat fixa o el resultat de multiplicar el tipus impositiu per la base imposable.
- Deute tributari. És el resultat de reduir la quota amb possibles deduccions i d'incrementar amb possibles recàrrecs.
- Declaració. Una declaració als efectes fiscals o de la hisenda pública és un document que subscriu el subjecte passiu, per determinar la base imposable, el tipus impositiu, la quota tributària, i els altres elements que donen origen al deute tributari. Les declaracions als efectes fiscals han de ser firmades pel subjecte passiu, i presentades a les oficines de l'administració i si s'escau ingressades al compte d'Hisenda a un banc o entitat delegada pel cobrament d'impostos, la qual cosa a vegades suposa la presentació automàtica de la declaració a Hisenda. La declaració del subjecte passiu té el valor d'una declaració provisional i si passa el temps de prescripció sense que l'administració tributària hagi iniciat una revisió o inspecció relacionada amb la declaració es considera que l'actuació de l'organisme públic ha prescrit.

## Tipus d'impostos

### Proporcionals, progressius i regressius
Una característica important dels sistemes tributaris és el percentatge que es demana com a pagament per la renda o el consum. Els termes proporcional, progressiu i regressiu descriuen la manera en què la taxa es manté en la mateixa proporció, progressa de més baixa a més alta, o de més alta a més baixa en funció del valor d'allò pel qual es paga un impost.
Per tant, una qualitat important dels sistemes d'impostos és com varien a mesura que augmenta la base imposable a la qual s'aplica l'impost. Normalment aquesta base imposable és algun valor relacionat amb l'ingrés total, renda o guany d'un cert individu o agent econòmic. Segons la variació de la quantia percentual de l'impost aquests es classifiquen en:
- Impost pla o proporcional, és una taxa fixa. El percentatge no és dependent de la base imposable o la renda de l'individu subjecte a impostos.
- Impost progressiu, és un impost en què la taxa s'incrementa en incrementar-se el valor sobre el qual s'aplica l'impost. A major guany o renda, major és el percentatge d'impostos sobre la base.
- Impost regressiu, és una taxa de decreix en incrementar-se el valor sobre el qual s'aplica l'impost. A major guany o major renda, menor el percentatge d'impostos que s'ha de pagar sobre el total de la base imposable.

Els impostos progressius redueixen la pressió sobre persones d'ingressos menors, ja que ells paguen un menor percentatge sobre els seus guanys. Això pot ser vist com una cosa bona en si mateix o pot ser fet per raons pragmàtiques, ja que requereix menors registres i complexitat per a persones amb menors negocis. A vegades es qualifica d'impost progressiu o regressiu un impost els efectes del qual puguin ser més favorables o desfavorables sobre les persones de rendes menors, però aquest ús informal del terme no admet una definició clara de regressió o progressió.
La discussió sobre la progressió o la regressió d'un impost està vinculada al principi tributari de "equitat", que al seu torn remet al principi de "capacitat tributària" o contributiva. L'equitat horitzontal indica que, a igual renda, consum o patrimoni, els contribuents han d'aportar al fisc en la mateixa mesura. L'equitat vertical indica que, a major renda, consum o patrimoni, cal aportar en major mesura, és a dir, a taxes més altes, per aconseguir la "igualtat d'esforços". Basant-se en aquest darrer concepte, és que s'ha generalitzat l'ús del terme "regressiva" per qualificar els impostos que exigeixen un major esforç contributiu als qui menys capacitat tributària tenen. És el cas de l'IVA, que sent un impost pla en la seva alíquota, al gravar productes de primera necessitat imposa un esforç tributari més gran a les classes baixes.

### Impostos directes i indirectes
Els impostos directes són aquells que es recapten dels contribuents en funció de llurs rendes o de llurs béns. Els impostos indirectes es recapten d'una altra persona o intermediari i no pas del contribuent responsable de pagar-los. Per exemple, a Espanya, l'Impost sobre el valor afegit o IVA s'inclou en el preu de venda d'un bé o servei. El venedor rep l'impost en representació de l'Estat al qual l'hi ha de donar. Si el venedor compra altres béns o serveis i en paga l'IVA, dedueix la quantitat ja pagada de la que ha de donar a l'Estat.
Existeixen diferents concepcions per classificar els impostos directes i indirectes. D'elles, les més usuals són:
1. Aquella que indica que són directes els impostos que s'apliquen sobre la renda i el patrimoni, i són indirectes aquells que graven el consum.
2. Aquella que indica que són directes els impostos en els quals el contribuent de iure (aquell que la llei designa com a responsable de l'ingrés del tribut al fisc), és el mateix que el contribuent de facto (qui suporta la càrrega impositiva), al mateix temps que considera indirectes a aquells impostos que presenten una translació de la càrrega impositiva del contribuent de iure al contribuent de facto. Si bé aquesta translació es pot presentar en diferents sentits (cap endavant si es trasllada als clients; enrere, si es trasllada als factors de la producció; lateral, si es trasllada a altres empreses), s'ha de considerar, als fins d'aquesta concepció d'impost indirecte, només la translació cap endavant. Aquesta posició és àmpliament estesa, però presenta també aspectes molt discutits, en el sentit que és molt difícil determinar qui suporta veritablement la càrrega tributària i en quina mesura. No obstant això, aquesta definició suscita les més interessants discussions sobre els efectes econòmics dels impostos.

Dins dels impostos directes es poden trobar dos tipus:
- Taxes de producte: aquells que s'apliquen sobre rendes, productes o elements patrimonials, i el gravamen depèn de les característiques d'aquests béns i no del titular d'aquests.
- Impostos personals: aquells que s'apliquen sobre rendes o patrimonis pertanyents a persones físiques o jurídiques, i el gravamen està graduat en funció de la capacitat de pagament d'aquestes.

Els impostos directes graven les rendes i el patrimoni, si són progressius, graven més les rendes més altes, però els impostos indirectes graven el consum, a vegades, es consideren regressius.
Els impostos directes més usuals en els diferents sistemes tributaris són l'impost sobre la renda o els guanys de persones físiques i societats, els impostos al Patrimoni, Drets d'Exportació, imposat a la transferència de béns a títol gratuït. Com impostos indirectes típics, l'IVA, els impostos als consums específics (anomenats impostos interns en molts països), l'impost de mercaderies indirecte i els drets d'importació.

## Incidència de l'impost
La llei estableix qui ha de pagar els impostos. Tanmateix, segons la teoria econòmica els efectes econòmics d'un impost no necessàriament recauen sobre qui l'ha de pagar. La incidència de l'impost, el subjecte sobre el qual finalment recau la càrrega fiscal de l'impost, es determina en el mercat. Per exemple, en el cas d'un impost sobre un producte, la incidència depèn de com varien les quantitats ofertes i demandades amb el nou preu (és a dir, l'elasticitat de l'oferta i de la demanda). L'impost pot ser absorbit pel venedor (amb un decrement del preu abans de l'impost) o pel consumidor (amb un increment del preu després de l'impost). Si l'elasticitat de l'oferta és baixa, la major part de l'impost serà pagat pels proveïdors; si l'elasticitat de la demanda és baixa, la major part en serà pagat pel consumidor. Si el venedor és una empresa competitiva, la càrrega tributària es transmet als factors de producció depenent de llurs elasticitats; això inclou els treballadors (amb un decrement del salaris), els inversos (pèrdues del valor de les accions) i els propietaris (menors rendes).
Per il·lustrar aquesta relació, si el preu de mercat d'un producte és 1,00 €, i se li imposa un impost de 0,50 € sobre el producte que, pel tipus d'impost, ha de ser recuperat per mitjà del venedor (impost indirecte). Si és un producte de luxe (en el sentit econòmic), un gran percentatge de l'impost serà absorbit pel venedor (a causa de la baixa elasticitat de l'oferta o l'alta elasticitat de la demanda). Així, el venedor podria reduir el preu del producte a 0,70 €, perquè el comprador, després de l'impost, pagui un total d'1,20 €, és a dir, 0,20 € més del que pagava abans de l'impost de 0,50 €. El comprador paga 0,20 € de l'impost, i el venedor paga 0,30 € (en forma d'un preu menor abans de l'impost).

## Terminologia dels imposts antics
- El cadastre: impost que gravava la producció agrícola o industrial, que incloïa les terres, edificis, emoluments, producció, obrers, animals i el comerç.[21][22][23]
- La cisa: impost que gravava queviures.
- El coronatge: impost per pagar la coronació del rei o de la reina.
- El periatge: impost que gravava les mercaderies que entraven a Catalunya per mar.
- El teloni: impost que gravava el transport de mercaderies.
- L'annata: impost que calia lliurar a la Cambra Apostòlica.
- El pasquer: impost que calia pagar per a l'ús d'una zona de pastures.
- El maridatge: impost directe que gravava tots els focs.
- El carretal: impost que gravava l'entrada de fusta a Barcelona.
- El dret d'entrades i eixides: impost que calia pagar per importar i exportar mercaderies.
- La primícia: pagament per part del pagès a l'església d'una part de les collites.
- El braçatge: impost que equivalia a una setzena part de la collita.
- El vectigal: import sobre la circulació de mercaderies.
- L'excusat: percepció especial del delme per part de la corona hispànica.